# Зубакино (Ленинградская область)
Зуба́кино  — деревня в Борском сельском поселении Бокситогорского района Ленинградской области.

## История
Усадище Зубакино Михайловского Черенского погоста, упоминается в переписи 1710 года.

ЗУБАКИНО — деревня Дорогощинского общества, прихода Черенского погоста.  

Крестьянских дворов — 14. Строений — 51, в том числе жилых — 22. Жители занимаются рубкой, пилкой и сплавом леса.  

Число жителей по семейным спискам 1879 г.: 55 м. п., 44 ж. п.; по приходским сведениям 1879 г.: 49 м. п., 47 ж. п.

В конце XIX — начале XX века деревня административно относилась к Анисимовской волости 5-го земского участка 3-го стана Тихвинского уезда Новгородской губернии.
В начале XX века близ деревни находился жальник.

ЗУБАКИНО — деревня Дорогощинского сельского общества, число дворов — 25, число домов — 42, число жителей: 78 м. п., 71 ж. п.;

Занятия жителей — земледелие, лесные промыслы. Ручей Зубакинский. смежна с деревней Дорогощи. (1910 год)

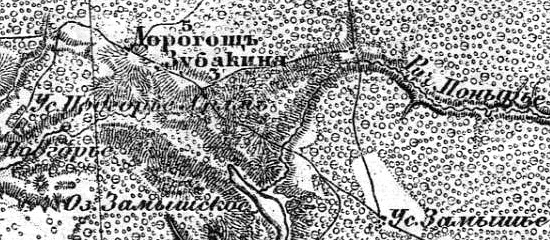
Деревня Зубакино на карте 1913 года

Согласно карте Новгородской губернии 1913 года, деревня называлась Зубакина и насчитывала 3 крестьянских двора.
По данным 1933 года деревня Зубакино входила в состав Дмитриевского сельсовета Дрегельского района Ленинградской области.
С 5 июля 1944 года Дрегельский район находился в составе Новгородской области. 5 июля 1956 года Указом Президиума Верховного Совета РСФСР № 713/2 Дмитровский и Мозолевский сельсоветы были переданы из состава Дрегельского района Новгородской области в Бокситогорский район Ленинградской области.
По данным 1966, 1973 и 1990 годов деревня Зубакино входила в состав Мозолёвского сельсовета Бокситогорского района Ленинградской области.
В 1997 году в деревне Зубакино Мозолёвской волости проживали 10 человек, в 2002 году — 7 человек (все русские). 
В 2007 году в деревне Зубакино Борского СП проживали 8 человек, в 2010 году — 4.

## География
Деревня расположена в юго-западной части района на автодороге 41К-292 (Половное — Дорогощи).
Расстояние до административного центра поселения — 42 км.
Ближайшая железнодорожная станция — Бокситогорск.
К юго-востоку от деревни протекает река Понырь, впадающая в озеро Волошино.

## Демография
| 1910 | 1997 | 2002 | 2007 | 2010 | 2013 | 2014 |
| ---- | ---- | ---- | ---- | ---- | ---- | ---- |
| 149  | ↘10  | ↘7   | ↗8   | ↘4   | ↗5   | →5   |
| 2017 |      |      |      |      |      |      |
| ↗8   |      |      |      |      |      |      |

## Инфраструктура
На 2017 год в деревне было зарегистрировано 3 домохозяйства.